# Nyssocnemis eversmanni
Nyssocnemis eversmanni is een vlinder uit de familie uilen (Noctuidae). De wetenschappelijke naam is voor het eerst geldig gepubliceerd in 1853 door Lederer.
De soort komt voor in Europa.